# 烏帽子山 (小坂町)
烏帽子山（えぼしやま）は、秋田県小坂町にある山である。

## 概要
標高395.0m。小坂川（米代川水系）の流域にある。
中世には山麓に濁川館（秋元館）があったとされるほか、江戸時代には濁川番所なども置かれ、津軽地方への交通の要所でもあった。
山麓の濁川集落（川上地区）では、毎年6月、伝統行事の虫送りが行われている。この行事は、「濁川の虫送り」として小坂町の無形民俗文化財に指定されている。
各放送局の小坂濁川中継局が設置されている。小坂町内テレビ中継局参照。

## 近くの山
- 高地山
- 矢柄平